# Cantone di Les Trois Monts
Il Cantone di Les Trois Monts è una divisione amministrativa dell'arrondissement di Jonzac.
È stato costituito a seguito della riforma approvata con decreto del 27 febbraio 2014, che ha avuto attuazione dopo le elezioni dipartimentali del 2015.

## Composizione
Comprende i 42 comuni di:
- La Barde
- Bedenac
- Boresse-et-Martron
- Boscamnant
- Bran
- Bussac-Forêt
- Cercoux
- Chamouillac
- Chartuzac
- Chatenet
- Chepniers
- Chevanceaux
- Clérac
- La Clotte
- Corignac
- Coux
- Expiremont
- Le Fouilloux
- La Genétouze
- Jussas
- Mérignac
- Messac
- Montendre
- Montguyon
- Montlieu-la-Garde
- Neuvicq
- Orignolles
- Le Pin
- Polignac
- Pommiers-Moulons
- Pouillac
- Rouffignac
- Saint-Aigulin
- Saint-Martin-d'Ary
- Saint-Martin-de-Coux
- Saint-Palais-de-Négrignac
- Saint-Pierre-du-Palais
- Sainte-Colombe
- Souméras
- Sousmoulins
- Tugéras-Saint-Maurice
- Vanzac